# Cene
Cene är en ort och kommun i provinsen Bergamo i regionen Lombardiet i Italien. Kommunen hade 4 263 invånare (2018).